# Fotbalpool
Fotbalpool je sport, který kombinuje prvky fotbalu a poolu. Hraje se podobným způsobem jako pool (na obdobách kulečníkových stolů o rozměrech 7 × 3,5 m), ale s futsalovými míči, které jsou barevně odlišené a očíslované stejně jako koule v poolu. Kulečníkové tágo chybí, je nahrazeno kopy do míčů. Hlavní disciplínou je 8-Ball, která se hraje s jedním bílým míčem a 15 číslovanými míči. 